# Anna-Marie Goddard
Anna-Marie Goddard, egentligen Anna Marie Lampe, född 13 januari 1970 i Ijsbrechtum, Friesland, Nederländerna, är en nederländsk fotomodell och skådespelare.
Goddard var Playboys Playmate of the Month i januari 1994.